# Premi Robert 2002
La 19ª edizione dei Premi Robert si è svolta a Copenaghen il 3 febbraio 2002.

## Vincitori e candidati
I vincitori sono indicati in grassetto, a seguire gli altri candidati.
Miglior film
- En kærlighedshistorie, regia di Ole Christian Madsen
- Monas verden, regia di Jonas Elmer
- At klappe med een hånd, regia di Gert Fredholm
- Una lei tra di noi (En kort en lang), regia di Hella Joof
- Il re è vivo (The King Is Alive), regia di Kristian Levring

Miglior film per ragazzi
- Min søsters børn, regia di Tomas Villum Jensen
- Olsen Banden Junior, regia di Peter Flinth
- Prop og Berta, regia di Per Fly

Miglior regista
- Ole Christian Madsen - En kærlighedshistorie

Miglior attore protagonista
- Nikolaj Lie Kaas - Et rigtigt menneske

Miglior attrice protagonista
- Stine Stengade - En kærlighedshistorie
- Sofie Gråbøl - Grev Axel

Miglior attore non protagonista
- Troels Lyby - Una lei tra di noi (En kort en lang)

Miglior attrice non protagonista
- Birthe Neumann - Fukssvansen

Miglior sceneggiatura
- Ole Christian Madsen e Mogens Rukov - En kærlighedshistorie
- Anders Thomas Jensen - Grev Axel

Miglior fotografia
- Jens Schlosser - Il re è vivo (The King Is Alive)

Miglior montaggio
- Søren B. Ebbe - En kærlighedshistorie
- Anders Villadsen - Una lei tra di noi (En kort en lang)

Miglior scenografia
- Søren Skjær - Fukssvansen

Migliori costumi
- Stine Gudmundsen-Holmgreen - Grev Axel

Miglior musica
- Tim Stahl e John Guldberg - Flyvende farmor

Miglior canzone
- Vent på mig di Martin Brygmann, Peter Frödin e Hella Joof - Una lei tra di noi (En kort en lang)

Miglior sonoro
- Nino Jacobsen - Una lei tra di noi (En kort en lang)

Miglior trucco
- Agneta von Gegerfelt - Grev Axel

Migliori effetti speciali
- Kris Kolodziejski, Steen Lyders Hansen e Hummer Høimark - Jolly Roger

Miglior film statunitense
- Il Signore degli Anelli - La Compagnia dell'Anello (The Lord of the Rings: The Fellowship of the Ring), regia di Peter Jackson)

Miglior film straniero non statunitense
- Moulin Rouge!, regia di Baz Luhrmann

Miglior documentario
- Family, regia di Sami Saif e Phie Ambo

Miglior cortometraggio di finzione
- På ama'r, regia di Klaus Kjeldsen

Miglior cortometraggio documentario
- Radiofolket, regia di Dorte Høeg Brask

Premio del pubblico
- Una lei tra di noi (En kort en lang), regia di Hella Joof

Premio Robert onorario
- Tove Jystrup